# Pfakofen
Pfakofen è un comune tedesco di 1 566 abitanti, situato nel land della Baviera.